# Thomas Berger
Thomas Louis Berger (Cincinnati, 1924. július 20. – Nyack, 2014. július 13.) amerikai regényíró. Leginkább a Little Big Man című pikareszk regényéről és Arthur Penn későbbi filmjéről ismert, pályafutása során számos szépirodalmi műfajt használt, beleértve a krimit, detektívtörténetet, sci-fit, utópisztikus regényt, valamint a klasszikus mitológia újrafeldolgozása, az Artúr-legenda és túlélési kaland.
Bergert csípős szellemessége miatt sok recenzens szatirikusként vagy „komikus” regényíróként emlegette. Csodálói gyakran nehezményezték, hogy tehetségét és teljesítményét alulértékelték, tekintettel a szépirodalmi műfajokban mutatkozó sokoldalúságára, precíz nyelvhasználatára és fürkésző intelligenciájára.

## Életrajza
Thomas Berger az Ohio állambeli Cincinnatiben született és a közeli Lockland faluban nőtt fel. 1943-ban megszakította főiskolai pályafutását, hogy az Egyesült Államok hadseregébe vonuljon be. A második világháború alatt Európában szolgált, és az első berlini amerikai megszálló erők orvosi egységeként állomásozott, mely tapasztalatai később, 1958-ban megjelent első regénye, a Crazy in Berlin alapját képezték. Hazatérése után a Cincinnati Egyetemen tanult, ahol 1948-ban B.A. fokozatot szerzett. Ezután a Columbia Egyetemen végzett angol nyelvű diplomamunkát, szakdolgozatát befejezetlenül hagyva, beiratkozott a New School for Social Research írói műhelyébe. 1950-ben itt ismerkedett meg és vette feleségül Jeanne Redpath művészt. Ez idő alatt a Rand School of Social Science-ben könyvtárosként tartotta fenn magát, és rövid ideig a New York Times Index munkatársa volt. Berger később a Popular Science Monthly szerkesztője lett és írói pályafutása első éveiben szabadúszó szerkesztést végzett.
Végül Berger teljes munkaidőben az írásnak szentelhette magát, különösen azután, hogy 1964-ben harmadik könyve, a Little Big Man híres lett. Bár időnként rátette a kezét egy-egy novellára, színdarabra vagy nem fikciós cikkre (beleértve az Esquire, egy amerikai férfimagazin filmkritikusaként betöltött szerepét) a regény hosszú narratív formáját részesítette előnyben és pályafutása során folyamatosan számos kritikailag elismert könyvet produkált. 1984-ben The Feud című könyvét a Pulitzer-bizottság jelölte a szépirodalmi kategóriában a Pulitzer-díjra, de a Pulitzer-testület felülírta ajánlásukat és helyette William Kennedy Ironweed című művét választotta.
1974-ben Berger íróként dolgozott a Kansasi Egyetemen, 1975 és 1976 között pedig kiváló vendégprofesszor volt a Southampton College-ban. 1981-ben és 1982-ben előadásokat tartott a Yale Egyetemen, 1982-ben pedig a davis-i Kaliforniai Egyetem (University of California, Davis) régensek lektora volt. Iratainak gyűjteménye elérhető a Bostoni Egyetem Howard Gotlieb Archívum Kutatóközpontjában.
Berger 1948 és 1953 között New Yorkban, később a következő tizenkét évben egy Hudson-folyó menti városban élt. A következő években Londonban, Malibuban, Kaliforniában, ismét New York Cityben, Long Islanden, majd a Maine-i Mount Desert Islanden élt, mielőtt ismét visszatért a Hudson partjára. 2014. július 13-án halt meg, hét nappal 90. születésnapja előtt.

## Díjak és kitüntetések
Berger 1962-ben Dial ösztöndíjat kapott. 1965-ben Richard és Hinda Rosenthal-díjat kapott a National Institute of Arts and Letters-től, valamint a Western Heritage Award-ot, mindkettőt a Little Big Man-ért. A Reinhart's Women című könyve elnyerte az Ohioana Könyvdíjat, és 1984-ben a Pulitzer-díj döntőse volt a The Feud című regény. A Long Island-i Egyetem 1986-ban Bergert az irodalomtudományok doktorává (Doctor of Litterature) avatta.

## Adaptációk
Berger leginkább a Little Big Man-ről, az 1964-es regényéből készült filmről lehet ismert. 1970-ben mutatták be, Arthur Penn rendezte, a főszereplők pedig Dustin Hoffman és Faye Dunaway. A Neighbours John Belushival, Dan Aykroyddal és Cathy Moriartyval 1981-ben jelent meg. Bill D'Elia készítette és rendezte a The Feud filmadaptációját 1989-ben. Az 1992-es Meeting Evil című regény filmváltozatát Samuel L. Jackson és Luke Wilson főszereplésével 2011-ben forgatták és 2012 májusában adták a mozik az Egyesült Államokban.
Az Other People című darabját 1970-ben a Berkshire Színházi Fesztiválon mutatták be. At the Dentist's című rádiójátékát 1981-ben sugározta a Vermont Public Radio.

## Művei

### Regények
| - Crazy in Berlin (1958) Carlo Reinhart #1 - Reinhart in Love (1962) Carlo Reinhart #2 - Little Big Man (1964) Jack Crabb #1 - Killing Time (1967) - Vital Parts (1970) Carlo Reinhart #3 - Regiment of Women (1973) - Sneaky People (1975) - Who is Teddy Villanova? (1977) - Arthur Rex: A Legendary Novel (1978) - Neighbors (1980) - Reinhart's Women (1981) Carlo Reinhart #4 | - The Feud (1983) - Nowhere (1985) - Being Invisible (1987) - The Houseguest (1988) - Changing the Past (1989) - Orrie's Story (1990) - Meeting Evil (1992) - Robert Crews (1994) - Suspects (1996) - The Return of Little Big Man (1999) Jack Crabb #2 - Best Friends (2003) - Adventures of the Artificial Woman (2004) |

### Novellák
- Granted Wishes: Three Stories (1984)
- A korábban össze nem gyűjtött novellák olyan folyóiratokban jelentek meg, mint az American Review irodalmi újság, Gentleman's Quarterly (GQ), The Saturday Evening Post, Playboy és Harper's Magazine.
- Abnormal Occurrences: Short Stories (e-könyv published March 2013)

### Dráma
- Other People (1970)
- Rex, Rita, and Roger (1970)
- The Siamese Twins (1971)
- At the Dentist's (rádiójáték) (1981)
- The Burglars (1988)

## Magyarul
- Kis Nagy Ember (Little Big Man) –  Magvető, Budapest, 1981 · ISBN 9632714946 · Fordította: Falvay Mihály[23] (Világkönyvtár sorozat)
- Kis Nagy Ember visszatér (The Return of Little Big Man) –  Cartaphilus, Budapest, 2010 · ISBN 9789632661568 · Fordította: Falvay Dóra

## Fordítás
- Ez a szócikk részben vagy egészben  a   Thomas Berger (novelist) című angol Wikipédia-szócikk ezen változatának fordításán alapul.  Az eredeti cikk szerkesztőit annak laptörténete sorolja fel. Ez a jelzés csupán a megfogalmazás eredetét és a szerzői jogokat jelzi, nem szolgál a cikkben szereplő információk forrásmegjelöléseként.